# Щенниковское сельское поселение
Щенниковское сельское поселение — муниципальное образование в западной части Ильинского района Ивановской области с центром в деревне Щенниково. Является самым западным поселением Ивановской области.
Действуют 3 магазина, 2 клуба, 2 библиотеки, детский сад, 2 школы, 2 почтовых отделения связи.

## История
Щенниковское сельское поселение образовано 25 февраля 2005 года в соответствии с Законом Ивановской области № 41-ОЗ. В его состав вошли упразднённые Хлебницкий и Щенниковский сельские округа (сельсоветы).

## Население
| 2002 | 2010 | 2011 | 2012 | 2013 | 2014 | 2015 |
| ---- | ---- | ---- | ---- | ---- | ---- | ---- |
| 1109 | ↘950 | ↘946 | ↘917 | ↘885 | ↘865 | ↘836 |
| 2016 | 2017 | 2018 | 2019 | 2020 | 2021 |      |
| ↘820 | ↘787 | ↘758 | ↘752 | ↘736 | ↘553 |      |

## Состав сельского поселения
| №  | Населённый пункт          | Тип населённого пункта          | Население |
| -- | ------------------------- | ------------------------------- | --------- |
| 1  | Абрамово                  | деревня                         | 6         |
| 2  | Арсеново                  | деревня                         | 2         |
| 3  | Бордовое                  | деревня                         | 38        |
| 4  | Васюково                  | деревня                         | 3         |
| 5  | Вязовое                   | деревня                         | 19        |
| 6  | Горяшино                  | деревня                         | 7         |
| 7  | Демнево                   | деревня                         | 1         |
| 8  | Инархово                  | деревня                         | 5         |
| 9  | Колягино                  | село                            | ↘18       |
| 10 | Косяково                  | деревня                         | 4         |
| 11 | Крутцы                    | деревня                         | 10        |
| 12 | Куменово                  | деревня                         | 9         |
| 13 | Кутнево                   | деревня                         | 3         |
| 14 | Лазарцево                 | деревня                         | 4         |
| 15 | Логинково                 | деревня                         | 2         |
| 16 | Малиново                  | деревня                         | 11        |
| 17 | Мартьяново                | деревня                         | 6         |
| 18 | Погост Дмитрия Солунского | населённый пункт                | ↘0        |
| 19 | Полуево                   | деревня                         | 2         |
| 20 | Почепалово                | деревня                         | 23        |
| 21 | Пустобоярка               | деревня                         | 4         |
| 22 | Рожново                   | деревня                         | 26        |
| 23 | Спас-Нерль                | деревня                         | 10        |
| 24 | Торлыга                   | деревня                         | 6         |
| 25 | Филюково                  | деревня                         | 8         |
| 26 | Харитонцево               | деревня                         | 2         |
| 27 | Хлебницы                  | деревня                         | ↗191      |
| 28 | Ценский                   | деревня                         | 1         |
| 29 | Чистово                   | деревня                         | 11        |
| 30 | Щенниково                 | деревня, административный центр | ↗518      |